# Golfo de la Coronación
El golfo de la Coronación (en inglés, Coronation Gulf) es un golfo localizado en el Ártico canadiense, situado entre la costa meridional de isla Victoria y la costa continental del norte de Canadá. Administrativamente, sus aguas y las costas que baña pertenecen al territorio autónomo de Nunavut.
Hay pocos asentamientos en la zona, siendo el más importante Kugluktuk (1302 habitantes en el censo de 2006), en la ribera suroriental, que cuenta con un pequeño aeródromo con una pista de grava de 1,6 km.

## Geografía
El golfo de la Coronación conecta, por el noroeste, con el estrecho Dolphin and Union —peligroso ya que en la embocadura hay un grupo de islas e islotes que hacen difícil la navegación— y luego atravesando el golfo de Amundsen, con el mar de Beaufort y el océano Ártico; al noreste, conecta con el estrecho de Dease y luego con el golfo de la Reina Maud. En su extremo sureste se encuentra el Bathurst Inlet.
En el interior del golfo hay multitud de pequeñas islas e islotes, destacando, en la parte central, las islas Black Berry y el archipiélago del duque de York —un grupo formado por las siguientes islas: Akvitlak, Anchor, islas Bate, Hatoayok, Hokagon, Kabviukvik, Kingak, Mangak, Nanukton, islas Outpost y Takhoalok—; en la parte occidental, las islas Berens y las islas Cooper; en la parte meridional, cerrando el paso hacia el Bathurst Inlet, las islas Jameson; y en el extremo oriental, las islas Richarson (siendo la isla Edinburgo la mayor del grupo).
Los ríos más importantes que desembocan en el golfo son los siguientes: río Rae, río Richardson, río Coppermine (845 km) y río Tree.
En la parte continental, al sur del golfo, hay esperanzas de que pueden aparecer importantes yacimientos de diamante y uranio.

## Historia
La costa continental, el borde meridional del golfo, fue reconocida por dos expediciones de reconocimiento desde tierra en pequeñas embarcaciones, lideradas por John Franklin acompañado por George Back y John Richardson, un naturalista: la Expedición Coppermine (1819-1822) y la Expedición Río Mackenzie (1824-1826). Al final de esas expediciones, Franklin, Back y Richardson habían estudiado casi la mitad de la longitud de la costa norteamericana, desde la península de Kent a la bahía Prudhoe, en Alaska. En concreto, en la primera, partiendo de Fort Enterprise el 14 de julio de 1821, descendieron por el río Coppermine en canoa, desde el lago Gras hasta el mar, y exploraron luego las costas del Bathurst Inlet. En la segunda de esas expediciones les acompañó el explorador canadiense Peter Warren Dease (1788-1863), que más tarde volvería a realizar la exploración de la zona entre 1833-1839. En su reconocimiento el estrecho de Dease lleva su nombre.
El primer occidental del que se tiene constancia de que navegó por sus aguas fue, en el año 1853, el explorador británico sir Richard Collinson, capitaneando el HMS Enterprise. Había partido de Inglaterra en enero de 1850, dirigiendo una de las expediciones de búsqueda de la expedición perdida de Franklin. Iba acompañado del Robert McClure, su segundo comandante en el HMS Investigator. El HMS Enterprise era un barco mucho más rápido y quedaron emplazados en Honolulu; al no llegar el HMS Investigator, Collinson emprendió el camino del estrecho de Bering y eligió la ruta más segura. Fue adelantado por el Investigator, que atajó entre las islas aleutianas y pudo franquear punta Barrow antes de que el invierno cerrase el paso. Collinson volvió ese año a Hong Kong y reemprendió el camino al año siguiente, consiguiendo esa vez llegar a tiempo de pasar, el 25 de julio de 1851. Quiso encontrarse con el HMS Investigator, pero no lo logró a pesar de que realizaron una ruta semejante. Debió invernar en aguas del golfo de Amundsen, en Walker Bay (isla Victoria), cerca del estrecho del Príncipe de Gales. El año siguiente, el HMS Enterprise quedó libre del hielo el 5 de agosto y tras reconocer el Prince Albert Sound y demostrar que no tenía salida, casi desesperadamente optó por continuar hacia el este a través del estrecho de los delfines y de la Unión, llegando a las aguas del golfo de la Coronación. Siguió luego por el estrecho de Dease (un peligroso y rocoso canal que se pensaba solamente navegable en botes), y se dirigió a bahía Cambridge, en isla Victoria, donde invernó.
Casi 50 años más tarde, en 1905, Roald Amundsen iba a repetir el trayecto a bordo de su pequeña nave Gjöa y le dedicaría grandes elogios: «Sus sondeos y reconocimientos de este estrecho y sucio canal son muy útiles... Sir Richard Collinson parece haber sido uno de los más capaces y emprendedores navegantes que el mundo jamás haya dado. Dirigió su gran y pesado navío en unas aguas que apenas ofrecen espacio suficiente para el pequeño "Gjöa"».